# Prenda irregular
Se conoce como prenda irregular a un subtipo de garantía real pignoraticia en el cual el bien que se entrega para que sirva de garantía de las obligaciones se trata de bienes fungibles. A menudo recibe también el nombre de fianza monetaria.
La prenda irregular tiene una serie de diferencias con respecto a la prenda ordinaria, dado que lo que realmente se está pignorando no son las monedas o los billetes concretos, sino la cantidad de dinero. Por lo tanto, cuando el acreedor tenga obligación de restaurar la posesión de la cosa dada en prenda, bastará con que devuelva una misma cantidad de dinero (más los intereses, si así se pacta), y no es necesario que sea el mismo que se entregó.
Por otra parte, en la prenda irregular se transfiere la propiedad del dinero (el acreedor puede disponer de él), al contrario que en la prenda ordinaria.
- Datos: Q6085215